# Birgit Rommelspacher

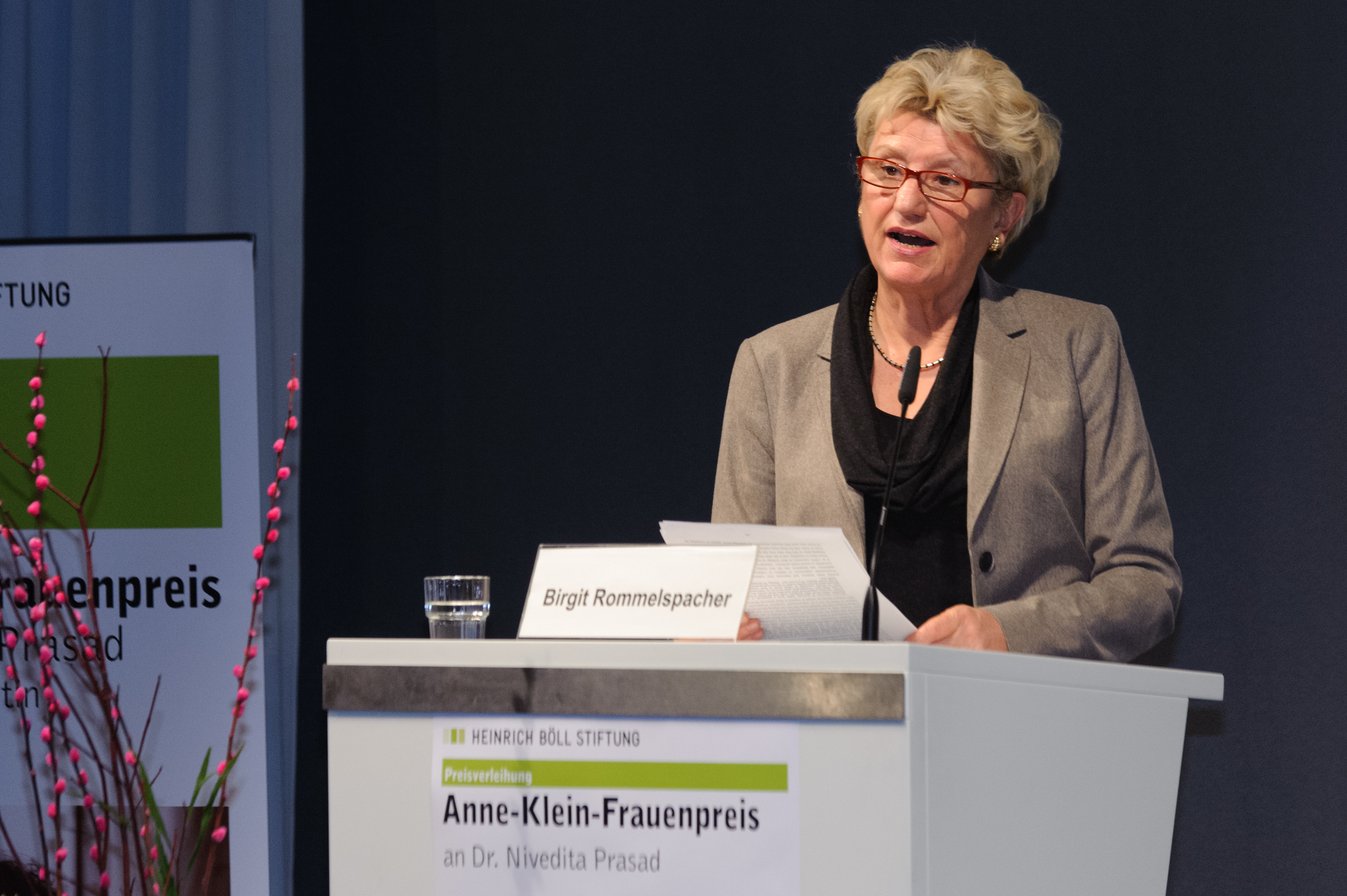
Birgit Rommelspacher (2012)

Birgit Rommelspacher (* 3. Juli 1945 in Rammingen bei Ulm; † 16. April 2015 in Frankfurt am Main) war eine deutsche Psychologin und Pädagogin mit den Schwerpunkten Frauenforschung und Rechtsextremismus.

## Leben
Birgit Rommelspacher studierte Psychologie in Bonn, Münster, Cincinnati/Ohio (USA) und München, sowie Philosophie, Sozial- und Wirtschaftsgeschichte in München. An der Ludwig-Maximilians-Universität München promovierte sie 1980 für Psychologie und Pädagogik. An der Technischen Universität Berlin habilitierte sie sich 1991.
Von 1972 bis 1973 war sie wissenschaftliche Mitarbeiterin am Staatsinstitut für Frühpädagogik, München, im Modellversuch „Vergleich Eingangsstufe reformierter Kindergarten“, von 1974 bis 1979 wissenschaftliche Mitarbeiterin am Deutschen Jugendinstitut München im Modellprojekt „Tagesmütter“ und zwischen 1982 und 1986 wissenschaftliche Mitarbeiterin im Modellversuch „Fachkräfte für die psychosoziale Versorgung“ (FHSS Berlin und Freie Universität Berlin).
Von 1988 bis 1990 folgte eine Gastprofessur an der Technischen Universität Berlin im Fachbereich Erziehungs- und Unterrichtswissenschaften. Seit 1990 war sie Professorin an der Alice Salomon Hochschule Berlin, an der sie zwischen 2000 und 2002 auch das Amt der Prorektorin ausübte. Sie forschte und lehrte mit dem Schwerpunkt Interkulturalität und Geschlechterstudien und arbeitete im Bereich „Theorie und Praxis von Mädchen- und Frauenarbeit“. Sie arbeitete zur Psychologie der Frau, zu Rassismus und Antisemitismus, zu Frauen und Rechtsextremismus. Rommelspacher prägte den Begriff der „Dominanzkultur“ und entwickelte dabei theoretische Grundlagen für die Erforschung struktureller Diskriminierung und dominanzkultureller Aspekte des Weißseins. Das Problemfeld „Rassismus/Nationalismus/Sexismus“ analysierte sie in seinen Zusammenhängen, Verbindungen, Überlagerungen, Verstärkungen und Widersprüchen zusammen mit Helma Lutz, Farideh Akashe-Böhme und Martha Mamozai.
Birgit Rommelspacher war Vorsitzende der Auswahlkommission „Chancengleichheit für Frauen in Forschung und Lehre“ des Berliner Senats.
Zum Sommersemester 2015 wurde sie als Seniorprofessorin für Sozialpsychologie am Institut für Soziologie der Goethe-Universität Frankfurt am Main berufen, verstarb jedoch, bevor sie die Lehrtätigkeit aufnehmen konnte.

## Auszeichnungen
2009 erhielt Rommelspacher die Louise-Schroeder-Medaille des Landes Berlin.

## Schriften
- 1989: Leideunlust. Der Mythos vom weiblichen Masochismus. Orlanda, Berlin, ISBN 3-92216655-5.
- 1992: Mitmenschlichkeit und Unterwerfung. Zur Ambivalenz der weiblichen Moral. Campus, Frankfurt am Main, New York, NY, ISBN 3-593-34556-0.
- 1995: Dominanzkultur. Texte zu Fremdheit und Macht. Orlanda, Berlin ISBN 3-92982329-2.
- 1995: Schuldlos  schuldig? Wie sich junge Frauen mit Antisemitismus auseinandersetzen. Konkret, Hamburg, ISBN 3-89458-135-2.
- 1999: mit Katja Dettmering: Behindertenfeindlichkeit. Ausgrenzungen und Vereinnahmungen. Lamuv TB 265, Göttingen, Lamuv, ISBN 3-88977-548-9.
- 2001: Anerkennung und Ausgrenzung. Deutschland als multikulturelle Gesellschaft. Campus, Frankfurt am Main ISBN 3-593-36863-3.
- 2006: „Der Hass hat uns geeint“. Junge Rechtsextreme und ihr Ausstieg aus der Szene. Campus, Frankfurt am Main, ISBN 3-593-38030-7.
- 2008: mit Ingrid Kollak: Interkulturelle Perspektiven für das Sozial- und Gesundheitswesen. Mabuse, Frankfurt am Main, ISBN 978-3-938304-99-0.
- 2012: Ambivalente Beziehungen: Die ‚Mitte‘ der Gesellschaft und der rechtsextreme ‚Rand‘, in: Robertson von-Trotha, Caroline Y. (Hrsg.): Rechtsextremismus in Deutschland und Europa. Rechts außen – Rechts ‚Mitte‘? Nomos, Baden-Baden, ISBN 978-3-8329-5817-6, (= Kulturwissenschaft interdisziplinär, Band 7).